# SubSeven
SubSeven est un outil d'administration à distance utilisé comme cheval de Troie de type porte dérobée.
Il est un des chevaux de Troie (en anglais, trojans) les plus connus, et il est détecté par presque tous les logiciels anti-virus du monde.
SubSeven, aussi connu sous le nom de Sub7, a été développé par un mystérieux programmeur se faisant appeler Mobman. Entre 1999 et 2003, il produit différentes versions du logiciel :
- SubSeven 1.0
- SubSeven 1.1
- SubSeven 1.2
- SubSeven 1.3
- SubSeven 1.4
- SubSeven 1.5
- SubSeven 1.6
- SubSeven 1.7
- SubSeven 1.8
- SubSeven 1.9
- SubSeven Apocalypse
- SubSeven 2.0
- SubSeven 2.1.0
- SubSeven 2.1.1 Gold
- SubSeven 2.1.2 Muie
- SubSeven 2.1.3 Bonus
- SubSeven 2.1.4 DEFCON8
- SubSeven 2.2.0
- SubSeven 2.1.5 Legend (édition 4e anniversaire)
- SubSeven 2.3

SubSeven, en plus de la documentation, se présente généralement en trois parties :
- Le client (sub7.exe) est le programme utilisé pour manipuler l'ordinateur sur lequel le serveur a été installé.
- Le serveur (server.exe) est le fichier qui ouvre la porte dérobée (port) sur laquelle le client se connecte.
- L'éditeur de serveur (editserver.exe) est le fichier qui sert à configurer un server.exe personnalisé.

Les versions 2.1.0 à 2.1.2 contiennent un mot de passe universel, 14438136782715101980, qui a été révélé publiquement, ce qui laisse supposer que toutes les versions sont susceptibles de contenir un mot de passe universel permettant au programmeur, mobman, de se connecter à n'importe quel serveur SubSeven. 
Même s'il peut être utilisé pour des raisons légitimes, par exemple pour accéder du bureau aux fichiers de l'ordinateur à la maison, SubSeven est généralement utilisé à l'insu de l'utilisateur de l'ordinateur sur lequel le serveur a été installé. 
SubSeven doit sa popularité du début des années 2000 aux nombreuses fonctions inédites qu'il a introduit dans le monde des chevaux de Troie, par exemple la surveillance par caméra (Webcam Capture), la surveillance en temps réel du bureau Windows (Desktop Capture), le vol de mots de passe (Recorded Password) par lequel SubSeven détecte les écrans de demande de mot de passe (Windows, Navigateurs Web, etc.) qu'il enregistre pour transmettre ultérieurement au client. 
SubSeven permet aussi la capture clavier (enregistreur de frappe ou Keylogger) ce qui permet à un utilisateur malveillant de trouver des numéros de carte de crédit et autres informations personnelles. 